# Dufouria cauta
Dufouria cauta är en tvåvingeart som beskrevs av Robineau-desvoidy 1863. Dufouria cauta ingår i släktet Dufouria och familjen parasitflugor.
Artens utbredningsområde är Frankrike. Inga underarter finns listade i Catalogue of Life.